# Шарвин, Юрий Васильевич
Юрий Васильевич Шарвин (24 июня 1919, Москва — 3 октября 1990, Москва) — советский учёный, физик-экспериментатор, специалист в области физики низких температур. Доктор физико-математических наук (1962), академик Академии наук СССР (1987; член-корреспондент АН СССР с 1970).

## Биография
Родился 24 июня 1919 года в Москве, в семье профессора химии Василия Васильевича Шарвина.
В 1941 году окончил Московский государственный университет (физический факультет).
С 1941 по 1943 год работал в физико-химическом институте имени Л. Я. Карпова. С 1943 по 1990 год работал в Институте физических проблем АН СССР.
Похоронен на Ваганьковском кладбище.

## Научная деятельность
В начале 50-х годов Ю.В. Шарвин провёл  эксперименты по измерению глубины проникновения магнитного поля в сверхпроводники. Разработал методику прямого наблюдения этой структуры промежуточного состояния сверхпроводника с помощью нанесения на образец тончайшего ферромагнитного порошка после перехода образца в промежуточное состояние. Ю. В. Шарвиным были впервые получены фотографии чередующихся слоёв нормальной и сверхпроводящей фаз, вошедшие потом в монографии и учебники по сверхпроводимости. Метод визуального изучения структуры впоследствии получил дальнейшее широкое применение. В 1965 г., проводя работы с точечными контактами, Ю. В. Шарвин обнаружил неожиданное явление, изучение которого в последующих экспериментах привело к открытию динамического промежуточного состояния сверхпроводников. Второе направление научной деятельности Ю. В. Шарвина – электронные свойства нормальных металлов. Наиболее важными явились работы по наблюдению продольной фокусировки электронов в металлах с помощью микроконтактов. Методика микроконтактов развилась в дальнейших работах его последователей и учеников в целый раздел разнообразной электронной оптики в металле. Она получила применение в микроконтактной спектроскопии. В современную науку вошёл термин формула Шарвина (или сопротивление Шарвина) - сопротивление баллистического контакта малого размера между двумя массивными металлами.  Один из авторов открытия,  «Диплом № 328. Явление перераспределения энергии носителей заряда в металлических микроконтактах при низких температурах» (соавторы И. К. Янсон, И. О. Кулик, А. Н. Омельянчук, Р. И. Шехтер). Ю. В. Шарвин поставил и провёл пионерские эксперименты по наблюдению электронной интерференции в неупорядоченных плёнках нормальных металлов. Ю. В. Шарвин в  течение многих лет преподавал курс физики низких температур студентам старших курсов Московском физико-техническом институте, МФТИ, руководил деятельностью дипломников и аспирантов. Юрий Васильевич был членом редколлегии журнала «Физика низких температур».

## Избранные публикации
- Измерение поверхностного натяжения на границе между сверхпроводящей и нормальной фазами, // «Журнал экспериментальной и теоретической физики», 1957, т. 33, в. 6;
- Наблюдение фокусированных пучков электронов в металле, // «Письма в ЖЭТФ», 1965, т. 1, в. 5 (совм. с Л. М. Фишером);
- Наблюдение динамического промежуточного состояния сверхпроводников с помощью микроконтактов, «Письма в ЖЭТФ», т. 2, в. 6;
- Поверхностное смешанное состояние сверхпроводников первого рода, // «Письма в ЖЭТФ», 1969, т. 10, в. 4 (совм. с И. Л. Ландау).
- Шарвин Д. Ю., Шарвин Ю. В. Квантование магнитного потока в цилиндрической плёнке из нормального металла // Письма в ЖЭТФ. — 1981. — Т. 34. — С. 285—288.
- Шарвин, Ю. В. Об одном возможном методе исследования поверхности Ферми // Журн. эксп. и теор. физ.. — 1965. — Т. 48. — С. 984—985.

## Награды, премии
- Орден Трудового Красного Знамени[6]
- Премия им. Саймона Британского физического общества (1986)[3][7]